# Мух
Мух (њем. Much) општина је у њемачкој савезној држави Северна Рајна-Вестфалија. Једно је од 19 општинских средишта округа Рајн-Зиг. Према процјени из 2010. у општини је живјело 15.037 становника. Посједује регионалну шифру (AGS) 5382036, NUTS (DEA2C) и LOCODE (DE MCH) код.

## Географски и демографски подаци
Мух се налази у савезној држави Северна Рајна-Вестфалија у округу Рајн-Зиг. Општина се налази на надморској висини од 131-384 метра. Површина општине износи 78,1 km². У самом мјесту је, према процјени из 2010. године, живјело 15.037 становника. Просјечна густина становништва износи 193 становника/km².

## Међународна сарадња
| Мјесто | Држава    | Врста сарадње | Од    |
| ------ | --------- | ------------- | ----- |
| Дулан  | Француска | партнерство   | 1970. |
| Извор  |           |               |       |